# エモーションピクチャーVol.2
『エモーションピクチャーVol.2』（エモーションピクチャー ボリュームツー）は、日本のバンドTHE BACK HORNの7枚目のDVD。2010年2月10日発売。発売元はビクターエンタテインメント。

## 概要
- 4thアルバム『ヘッドフォンチルドレン』から7thアルバム『パルス』までのPVを収録。
- 映像特典として「何もない世界（メイキング)」「幾千光年の孤独 (Live at 渋谷C.C.Lemon Hall in 2006)」を収録。
- シングル付き歌詞集「生と死と詞」と同時発売。

## 収録曲
1. 夢の花
監督：丹修一
2. レクイエム ＜Re-edit Ver.＞
監督：池田剛
3. コバルトブルー
監督：池田剛
4. キズナソング
監督：清水康彦
5. 奇跡
監督：清水康彦
6. ブラックホールバースデイ
監督：池田剛
7. 初めての呼吸で
監督：竹内鉄郎
8. カオスダイバー
監督：清水康彦
9. 声
監督：直
10. 美しい名前 ＜マッチ編＞
監督：大熊一弘
11. 美しい名前 ＜ライター編＞
監督：大熊一弘
12. 罠
監督：井上哲央
13. 覚醒
監督：長谷井宏紀
14. 何もない世界 ≪Super Emotion Picture≫
コンピレーションアルバム｢極東最前線2｣収録曲